# 平山松治
平山 松治（ひらやま まつじ、1866年9月28日（慶応2年8月20日） - 1925年（大正14年）7月23日）は、日本の薬学者。正四位勲三等。薬学博士。大阪衛生試験所長。富山薬学専門学校校長。族籍は大阪府士族。

## 人物
美濃国（現岐阜県）出身。平山耕雲の長男。1890年、帝国大学医科大学薬学科を卒業、薬学士の称号を得た。京都府医学校教諭、衛生試験所技師等を歴任。1904年、大阪衛生試験所長となる。大阪市東区石町に居住。
1913年5月、薬学博士の学位を授与される。1921年、富山薬学専門学校長となる。富山市鹿島町に居住。1925年7月23日死去。享年60。遺族宅は東京市駒沢町上馬（現世田谷区上馬）。

## 家族・親族
平山家
- 父・耕雲（東京府[3]、あるいは大阪府士族[4]）
- 母・ゑい[3]
- 妻・たか（1875年 - ?、岡山県士族、鈴木戒二[3]、あるいは鈴木戒三の長女[4]）
- 男・利英（1894年2月2日 - 1956年11月23日）[3]
- 男・耕三（1900年 - ?）[3]
- 六男・久雄（1907年 - ?）[3][4]
- 長女・琴（1890年 - ?、菅原眷二の妻）[4]
- 孫[4]